# 黃麒英
黃麒英（1810年—1886年），廣東南海西樵人，「廣東十虎」之一，武術名家黃飛鴻的父親。

## 生平
少時鬻技街衢，以賣藝求生。後得武術家陸阿采賞識，拜之為師，十年間練成武藝。藝成之後開設寶芝林開館授徒。黃麒英以虎鶴雙形拳的功夫聞名。
黃麒英的故事在廣東家傳戶曉，歷來也被改編為小說、電影、電視劇。

## 武藝
- 洪拳
- 虎鶴雙形拳

## 影視作品

### 電影
- 1978年香港電影 《廣東十虎》，由劉鶴華饰演。
- 1978年香港電影 《醉拳》，由林蛟饰演。
- 1993年香港電影 《黃飛鴻笑傳》，由譚詠麟饰演。
- 1993年香港電影 《少年黃飛鴻之鐵猴子》，由甄子丹饰演。
- 1993年香港電影 《黃飛鴻之三：獅王爭霸》、《黃飛鴻之四：王者之風》、1994年香港電影《黃飛鴻之五：龍城殲霸》，由劉洵饰演。
- 1994年香港電影 《醉拳II》，由狄龍饰演。
- 1994年香港電影 《醉拳III》，由鄭少秋饰演。
- 2014年香港電影 《黄飞鸿之英雄有梦》，由梁家辉饰演。
- 2016年電影頻道與HBO亞洲聯合出品 《擎天無影腳黃麒英》，由孫浩然饰演。

### 電視劇
- 1981年香港麗的電視劇集 《少年黃飛鴻 (電視劇)》，由麥天恩饰演。
- 1995年香港無綫電視劇集 《南拳北腿》，由樊少皇饰演。
- 1999年香港亞洲電視劇集 《英雄之廣東十虎》，由高雄饰演。
- 2001年香港無綫電視劇集 《南龍北鳳》，由黃日華饰演。
- 2005年香港無綫電視劇集 《我師傅係黃飛鴻》，由姜大卫饰演。
- 2002年广州民营影视特技制作公司制作 《少年黄飞鸿》，由何中华饰演。

## 家人
- 父親：黃鎮江
- 妻子：朴麗娥
- 兒子：黃飛鴻